# Дённингхаус, Виктор
Виктор Дённингхаус (нем. Victor Dönninghaus; род. 1964) — немецкий историк, автор работ по российской и советской истории. Доктор исторических наук, профессор, заместитель директора Института культуры и истории немцев в Северо-Восточной Европе при Гамбургском университете (Германия).

## Биография
С 1996 по 2002 годы был научным сотрудником Института культуры и истории немцев в Восточной Европе Дюссельдорфского университета имени Генриха Гейне. В 1999 и 2001 годах преподавал в качестве иностранного доцента в Институте международных исследований факультета социальных наук Карлова университета в Праге (Чешская Республика). В 2002 году работал научным ассистентом на кафедре новой и восточноевропейской истории Фрайбургского университета имени Альберта и Людвига.
С 2002 по 2005 годы являлся стипендиатом Фонда Уполномоченного федерального правительства Германии по делам культуры и средств массовой информации (стипендия имени Иммануила Канта). В 2006 году защитил докторскую диссертацию (Habilitation) на тему «Инструменты и методы сталинской национальной политики: центральные органы власти и национальные меньшинства (1917—1938)» во Фрайбургском университете имени Альберта и Людвига. В этом же году работал в Констанцком университете (Отделение истории и социологии) и одновременно преподавал восточноевропейскую историю во Фрайбургском университете имени Альберта и Людвига. В 2007 году проходил стажировку в Институте славянских, восточноевропейских и евразийских исследований в Калифорнийском университете (г. Беркли, США). С 2007 по 2009 годы работал в бюро депутата Бундестага от социал-демократической партии Германии, государственного министра внешнеполитического ведомства Германии (заместителя министра иностранных дел ФРГ) Гернота Эрлера. С 2008 по 2009 годы занимал должность научного сотрудника на кафедре новой и восточноевропейской истории Фрайбургского университета имени Альберта и Людвига. А в ноябре 2009 г. был удостоен звания внештатного профессора (нем. außerplanmäßiger Professor) этого университета. С октября 2009 по март 2013 года являлся исполняющим обязанности директора, затем — заместителя директора Германского исторического института в Москве (Фонд Макса Вебера / Германские гуманитарные институты за рубежом / Федеральное министерство образования и науки ФРГ). В 2013 году Саратовский государственный технический университет имени Ю. А. Гагарина присвоил В. Дённингхаусу звание почетного доктора наук. С апреля 2013 года работает в Институте культуры и истории немцев в Северо-Восточной Европе при Гамбургском университете, с апреля 2014 занимает должность заместителя директора данного института.

## Специализация
История России и Советского Союза (XIX и XX вв.), национальная политика, история конфликтов и насилия, история Крыма, немцы в России и Советском Союзе, личность в истории — генеральный секретарь ЦК КПСС Леонид Брежнев.

## Членство в редакционных коллегиях и редакционных советах
- Член редакционной коллегии журнала «Российская история» (г. Москва, Россия)
- Член редакционного совета журнала «Новейшая история России» (г. Санкт-Петербург, Россия)
- Член научного консультативного совета журнала «Przegląd Wschodnioeuropejski / Eastern Europe Review» (Польша)
- Соредактор серии трудов «Quellen und Darstellungen zur Personengeschichte des östlichen Europa» (Германия)
- Член редакционного совета журнала «Вестник Новосибирского университета». Серия: «История, филология» (г. Новосибирск, Россия)
- Член редакционной коллегии журнала «Известия Саратовского Университета». Новая серия: история; международные отношения (г. Саратов, Россия)
- Член редакционной коллегии журнала «Вестник Омского Университета». Серия: «Исторические науки» (г. Омск, Россия)
- Член правления Международной ассоциации исследователей истории и культуры российских немцев (Россия)
- Член редакционной коллегии и редакционного совета «Ежегодника Международной ассоциации исследователей истории и культуры российских немцев» (Россия)

## Основные работы (выборка)
- В тени Большого брата. Западные национальные меньшинства в СССР (1917—1938 гг.). Москва: РОССПЭН, 2011. — 726, [1] с., [8] л. ил., портр. : табл. — (История сталинизма) — ISBN 978-5-8243-1535-6
- Minderheiten in Bedrängnis. Die sowjetische Politik gegenüber Deutschen, Polen und anderen Diaspora-Nationalitäten 1917—1938. Мюнхен 2009 (Труды Федерального института культуры и истории немцев в Восточной Европе. Том 35)
- Revolution, Reform und Krieg. Die Deutschen an der Wolga im ausgehenden Zarenreich. Essen 2002 (= Veröffentlichungen zur Kultur und Geschichte im östlichen Europa. Band 23)
- Революция, реформа и война. Немцы Поволжья в период заката Российской империи. Саратов 2008; 2-е переработанное издание. Москва 2015. 327 с.
- Die Deutschen in der Moskauer Gesellschaft. Symbiose und Konflikte (1494—1941). München 2002 (=Труды Федерального института культуры и истории немцев в Восточной Европе. Том 18)
- Немцы в Московском обществе. Симбиоз и конфликты (1494—1941). Москва, 2004
- The Brezhnev Era Through the General Secretary’s Eyes: Leonid Il’ich’s «Diaries» or Work Notes as a Historical SourceIn: Russian Studies in History (Armonk, NY) 52 (Spring 2014), Nr. 4, S. 12-18 [совместно с Андреем Савиным]
- «Don’t Be Seen Repealing the Decree on the Jews — Just Don’t Enforce It»: L.I. Brezhnev, Détente, and Jewish Emigration from the USSR. In: Russian Studies in History (Armonk, NY) 52 (Spring 2014), Nr. 4, S. 19-44 [совместно с Андреем Савиным]
- Leonid Il‘ich as Giver and Receiver: the Light Cast on the General Secretary’s Personality by Offerings and Tributes. In: Russian Studies in History (Armonk, NY) 52 (Spring 2014), Nr. 4, S. 45-70 [совместно с Андреем Савиным]
- Leonid Brezhnev: Public Display Versus the Sacrality of Power. In: Russian Studies in History (Armonk, NY) 52 (Spring 2014), Nr. 4, S. 12-18 [совместно с Андреем Савиным];
- Leonid Breschnew — Ruhm und Verfall im Brennpunkt der Öffentlichkeit, in: Berliner Debatte Initial 25 (2014), Nr. 4, S. 114—125 [совместно с Андреем Савиным].
- Савин А. И., Дённингхаус В. Леонид Брежнев. Опыт политической биографии. — М.: Политическая энциклопедия, 2024. — 719 с. — ISBN 978-5-8243-2573-7.